# سكوت خان
سكوت خان (بالإنجليزية: Scott Kahn)‏ هو رسام أمريكي، ولد في 1946 في سبرينغفيلد في الولايات المتحدة.

## وصلات خارجية
- الموقع الرسمي